# حارة صدر الشمس (صنعاء)
حارة صدر الشمس هي إحدى حارات حي الحصبة بمديرية الثورة إحد مديريات العاصمة اليمنية صنعاء، بلغ تعداد سكانها 6000 نسمة حسب تعداد اليمن لعام 2004.